# Coursengo
Coursengo était un cybermarché de Franleader, société franchisée des enseignes de grande distribution Franprix et Leader Price et filiale du Groupe Casino.
La marque appartient à la SFGP Société Financiére de Gestion et de Participation (Vitry sur Seine) pour l'avoir déposé auprès de l'INPI le 25 janvier 2007.

## Histoire
Lancé en 2007, son slogan était « Votre cybermarché de quartier ». Sa couverture de livraison ne couvrait que l'Île-de-France et proposait la livraison à domicile ou le retrait en magasin (selon une liste définie sur le site).
Le cybermarché a été fermé sans annonce préalable fin 2013 . Le groupe Casino a commenté la fermeture par un simple « Le site a été arrêté » .